# Wayne's World 2
Wayne's World 2 is een Amerikaanse komische film uit 1993.

## Rolverdeling
| Acteur             | Personage              |
| ------------------ | ---------------------- |
| Mike Myers         | Wayne Campbell         |
| Dana Carvey        | Garth Algar            |
| Christopher Walken | Bobby Cahn             |
| Tia Carrere        | Cassandra Wong         |
| Chris Farley       | Milton                 |
| Ted McGinley       |                        |
| Olivia d'Abo       |                        |
| Kevin Pollak       |                        |
| Ed O'Neill         | Glen, Mikita's Manager |
| Kim Basinger       |                        |
| Heather Locklear   |                        |
| Lee Tergesen       | Terry                  |
| James Hong         |                        |
| Ralph Brown        | Del Preston            |
| Aerosmith          |                        |
| Dan Bell           |                        |